# Насирець
Насирець (словен. Nasirec) — поселення в общині Хрпелє-Козина, Регіон Обално-крашка, Словенія. Висота над рівнем моря: 489,5 м. Розташоване по дорозі з Козина в бік кордону з Італією.